# Sithon discophora
Sithon discophora is een vlinder uit de familie van de Lycaenidae. De wetenschappelijke naam van de soort werd voor het eerst geldig gepubliceerd in 1862 door Felder & Felder.